# Дарюс Лукмінас
Дарюс Лукмінас (9 лютого 1968) — литовський баскетболіст.
Бронзовий призер Олімпійських Ігор 1996 року.
Срібний призер Чемпіонату Європи 1995 року.